# Wet Crag
Der Wet Crag (englisch für Nasser Fels) ist ein rund 165 m hoher Felsvorsprung aus Basalt auf King George Island im Archipel der Südlichen Shetlandinseln. Er ragt an der Nordflanke des White Eagle Glacier südlich der Sukiennice Hills im Gebiet des Lions Rump an der King George Bay auf.
Polnische Wissenschaftler kartierten ihn 1988 und benannten ihn 1999 deskriptiv.